# Premis Ondas 1977
Els Premis Ondas 1977 van ser la vint-i-quatrena edició dels Premis Ondas, atorgats el 1977. En aquesta edició es diferencien les categories: Premis Nacionals de ràdio, nacionals de televisió, internacionals de ràdio i televisió, hispanoamericans i especials.

## Nacionals de ràdio
- Alfons Quintà, per Dietari de Ràdio Barcelona.[2]
- Gonzalo Corella de RNE
- Curs de català parlat, dirigit per Rosa Victòria Gras de Radio Peninsular de Barcelona
- Ramiro Martínez Anido de RNE
- Alberto Domper de Radio España de Barcelona
- Tiempo de vivir, Dirigit por Manuel Torreiglesias de RNE
- Dola, Dola, tira la bola, Dirigit por Lolo Rico de Alba de RNE
- Julio Luengo Garallo de Radio Extremadura de Badajoz
- De música, Dirigit per Remedios de la Peña de Radio Madrid
- Iglesia noticia del P. Barriales, de la cadena COPE
- Radio Chequeo, dirigit per Javier Lostalé de REM-CAR
- Tertulia literaria, dirigit per Manuel Barrios de Radio Sevilla

## Nacionals de televisió
- Terra d'escudella de TVE
- Eduardo Sotillos de TVE
- Isabel Tenaille de TVE
- Maruja Callaved de TVE
- Fernando Navarrete de TVE

## Internacionals de ràdio
- Shai i els seus amics, Galei Tsahal d'Israel
- Ràdio Belgrad de Iugoslàvia
- Toi, France Culture de França
- Luc Varenne, Radio Belgique

## Internacionals de televisió
- Intergrafia 76, de Franciszek Kuduk (Polònia)
- Histoire voor Pieter Menten, NOS dels Països Baixos
- Белый медведь, URSS
- Ritratto di Ornella, d'Ornella Vanoni, RAI

## Hispanoamericans
- CX30 Radio Nacional d'Uruguai
- José María Muñoz, Radio Rivadavia de l'Argentina
- Amaury Daumas, OTI de Mèxic
- Buenos días, Venevisión Canal 4 de Veneçuela
- La mala hora, R.T.I. TV de Colòmbia

## Especials
- Serveis informatius de RTVE
- Un idioma universal i mil·lenari, Deutsche Welle